# Jef Demuysere
Joseph Jef Demuysere (Wervik, 26 luglio 1907 – Anversa, 30 aprile 1969) è stato un ciclista su strada e ciclocrossista belga.
Professionista tra il 1928 e il 1938, vinse la Milano-Sanremo del 1934.

## Carriera
Fu ciclista indipendente nel biennio 1926-1927, e quindi professionista dal 1928. Corse per la Christophe, la Génial Lucifer, la Ganna (in Italia) e la A. Leducq-Mercier, venendo soprannominato "la locomotiva delle Fiandre" (de Vlaamse Stier).
Al Tour de France vinse tre tappe, la Luchon-Perpignano nel 1929 e la Nizza-Gap e la Aix-les-Bains-Evian nel 1931, e si classificò per quattro volte tra i primi dieci: terzo nel 1929, quarto nel 1930, secondo nel 1931 e ottavo nel 1932. Partecipò anche a quattro edizioni del Giro d'Italia tra il 1932 e il 1935, classificandosi al secondo posto assoluto nel 1932 e nel 1933, fino ad allora i migliori risultati di un ciclista straniero nella corsa rosa. Nel 1933 conquistò anche una frazione alla Volta a Catalunya.
Nelle corse in linea colse il successo più importante alla Milano-Sanremo 1934, imponendosi in solitaria al traguardo grazie a un decisivo attacco sul Capo Berta. Fece sua anche l'Omloop der Vlaamse Gewesten nel 1931.
Fu anche campione nazionale di ciclocross nel 1932. Concluse la carriera agonistica nel 1938.

## Palmarès

### Strada
- 1926

Parigi-Arras
- 1927

Giro delle Fiandre (Categoria indipendenti)
- 1929

Gran Premio di Lilla
10ª tappa Tour de France (Luchon > Perpignano)
Parigi-Longwy
- 1930

Circuit du Morbihan
- 1931

Omloop der Vlaamse Gewesten
15ª tappa Tour de France (Nizza > Gap)
18ª tappa Tour de France (Aix-les-Bains > Evian)
- 1933

1ª tappa Volta a Catalunya (Barcellona > Manresa)
- 1934

Milano-Sanremo
- 1935

Prix de Poperinge

### Ciclocross
- 1932

Campionati belgi

## Piazzamenti

### Grandi Giri
- Giro d'Italia

1932: 2º
1933: 2º
1934: 11º
1935: 40º
- Tour de France

1929: 3º
1930: 4º
1931: 2º
1932: 8º

### Classiche monumento
- Milano-Sanremo

1934: vincitore
1935: 9º
- Liegi-Bastogne-Liegi

1927: 18º